# Synthopsis acuminata
Synthopsis acuminata är en snäckart som beskrevs av B.A. Marshall 1978. Synthopsis acuminata ingår i släktet Synthopsis och familjen Cerithiopsidae. Inga underarter finns listade i Catalogue of Life.